# Aquilegia transsilvanica
Aquilegia transsilvanica är en ranunkelväxtart som beskrevs av Philipp Johann Ferdinand Schur. Aquilegia transsilvanica ingår i släktet aklejor, och familjen ranunkelväxter. Inga underarter finns listade i Catalogue of Life.